# Ворота Ваза
Ворота Ваза (пол. Brama Wazów) — самые старые из трёх существующих в настоящее время ворот Вавеля. Находятся между зданиями кафедрального собора святых Станислава и Вацлава и Кафедральным домом. Ворота Вазов являются одним из элементов фортификационных сооружений Вавеля. Ранее над воротами располагались бастионы и оборонительные башни, которые были разрушены в XIX веке
Ворота Вазов были построены в 1591 году во время правления польского короля Сигизмунда из династии Ваза на месте готического входного здания. В то время ворота были единственным входом на территорию В период с 1820 года по 1827 год ворота были полностью отремонтированы. В это же время на стене ворот была укреплена выгравированная табличка.
С северной стороны стены ворот украшены рустовкой. Над входом в ворота находится выгравированная табличка с надписью на латинском языке: «SENATUS POPULUSQUE CRACOVIENSIS RESTITUIT MDCCCXXVII» (Сенат и краковский народ обновили 1827 год). Над входным порталом находится крытый балкон. 
На южной стороне ворота находится мансарда, которую венчает с аттик с гербами Польши и династии Ваза. Над окнами крытого балкона и ниже аттика находились вмонтированные в XV веке надмогильная плита краковского епископа Павла Дембского и гербовые плиты и изображением польского орла и герба Одровонж, которые в 1895 году были установлены на здании кафедрального казначейства.

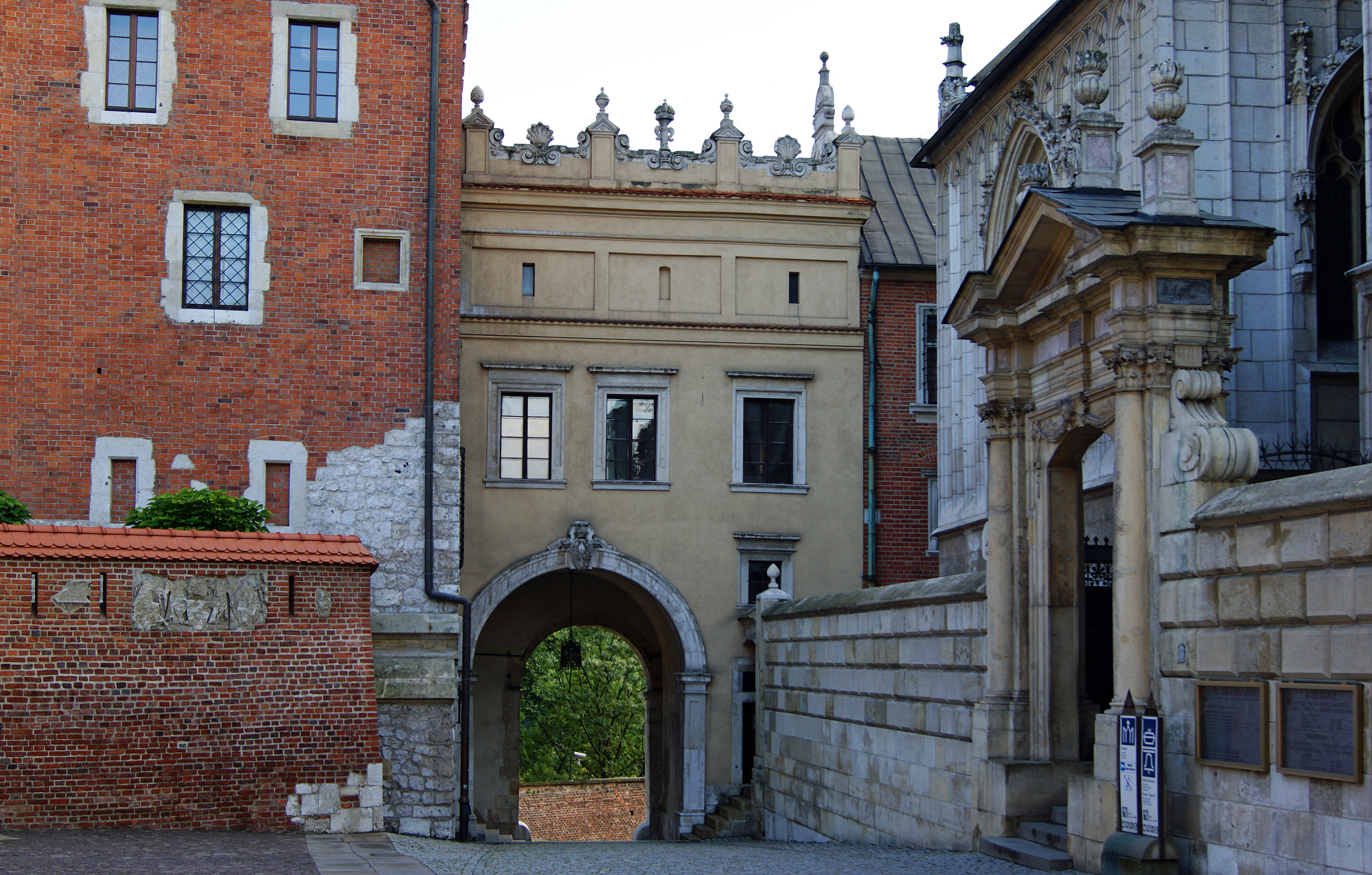
Вид с южной стороны
Расположение на карте Вавеля